# Povinná maturita z matematiky
Povinná maturita z matematiky je opatření spadající do oblasti vzdělávací politiky, které je zakotveno ve školském zákoně a má změnit koncept státních maturit na školách, neboť nařizuje školám začlenit do povinné složky státních maturit mimo češtiny a cizího jazyka i matematiku. Od roku 2011 je matematika pouze částečně povinná, neboť si student může vybrat mezi cizím jazykem a matematikou. Dle rozhodnutí poslanecké sněmovny měly školy zařadit maturitu z matematiky povinně od roku 2020/2021, nicméně povinná maturita z matematiky byla zrušena v dubnu 2020 na návrh vládní novely školského zákona. O zrušení se zasadily také zájmové spolky, mezi nimi například Česká středoškolská unie.

## Historický vývoj maturity z matematiky v ČR od roku 1945
Historický vývoj maturitního systému na území Česka sahá až do období Rakouska-Uherska, nicméně tento odstavec bude rozebírat maturitní systém až od roku 1945. Na počátku tohoto období se maturitní zkouška odlišovala od toho, jakou školu student studoval (fungoval například jiný maturitní systém na gymnáziích a pedagogických školách). Matematika byla formou závěrečné maturitní zkoušky testována především na gymnáziích a na matematických a přírodovědeckých reálných gymnáziích, později i na technických reálných gymnáziích. Na počátku 50. let byla na gymnáziích matematika zařazena do technických předmětů společně třeba s fyzikou či chemií, ze kterých si student vybral jeden předmět, ze kterého zkoušku skládal. Velkou změnu znamenal rok 1953, kdy se změnila koncepce středoškolského vzdělávání, a vznikaly jedenáctileté výběrové střední školy, které navazovaly na osmiletou povinnou školní docházku. V těchto výběrových školách již byla maturita z matematiky povinně a to formou ústní zkoušky. Maturita obecně přestala být výhradní podmínkou pro přijetí na vysokou školu. Celkově vzato bylo toto období specifické poměrně velkou degradací středního vzdělání a maturitního systému.[zdroj?]
V průběhu především 60. let docházelo k dalším změnám v maturitním systému, kdy byla matematika povinnou pouze v určitých vzdělávacích zařízeních (například přírodovědecky zaměřené všeobecně vzdělávací školy) a v průběhu 80. let byla povinnou pouze pro matematická a matematicko-fyzikální gymnázia. Po revoluci v roce 1989 a v následných 90. letech byla matematika zařazena pouze mezi předměty povinně volitelné. Zároveň již v průběhu 90. let a na počátku nového století se utvářela koncepce společných státních maturit. Významným rokem se stal rok 2011, kdy byl plně spuštěn systém státních maturit, jenž definoval povinnou část maturitní zkoušky, která se skládala z českého jazyka a z cizího jazyka či matematiky. Od roku 2011 tedy maturita funguje tímto způsobem, jen v roce 2012 došlo ke zrušení dvouúrovňového systému a funguje pouze jedna úroveň obtížnosti.

## Důvody pro zavedení povinné maturity z matematiky
Prvním důvodem je pohled na problematiku vzdělávání vyplývající ze strategického dokumentu Strategie vzdělávací politiky České republiky do roku 2020 (dále jen Strategie 2020). V tomto klíčovém dokumentu, sumarizujícím veškeré problémy, nástroje a cíle, jichž by se v oblasti vzdělávání v ČR mělo dosáhnout, jsou zachyceny tři klíčové body v oblasti vzdělávání, které je nutné primárně řešit.
Patří mezi ně snižování nerovností ve vzdělávání. Povinná maturita z matematiky by dle Strategie 2020 měla posilovat společné prvky v oborech středního vzdělání. Tento návrh společných prvků výuky vychází z teze o vnější diferenciaci středního vzdělávání, na niž by společné prvky (včetně povinné maturity z matematiky) měly reagovat. Diferenciaci by měly snižovat.
Zároveň existují další důvody, které požadují zavedení povinné maturity z matematiky, nicméně nejsou již strategicky zakotvené a jedná se spíše o názory a postoje odborníků či politických představitelů. Tyto názory se týkají především pohledu na matematiku jako na klíčový předmět, který podporuje samostatné a racionální myšlení člověka. Jiní zase na povinnou maturitu z matematiky pohlíží jako na nástroj, který má zvýšit obtížnost maturitní zkoušky, a tím zvýšit její hodnotu. Například dle bývalého ministra Marcela Chládka je matematika naprosto klíčovým předmětem, který se žáci učí již od základní školy a jehož znalost by měla být ověřována u všech studentů bez výjimek. Dle Jana Pirka matematika primárně rozvíjí logické myšlení pro praktický život, a z toho důvodu by neměla chybět v povinné části maturitních zkoušek. Předseda Asociace malých a středních podniků a živnostníků ČR Karel Havlíček tvrdí, že studentům chybí exaktní uvažování, které by měla podporovat kvalitní výuka matematiky zakončená povinnou maturitní zkouškou.

## Praxe v zahraničí

### Polsko
V Polsku povinná maturita z matematiky funguje již od roku 2010, kdy došlo jejímu obnovení téměř po 20 letech. Spolu s povinnou maturitou z matematiky musí studenti složit povinně zkoušku ještě z polštiny a cizího jazyka, plus dále si volí předměty podle požadavků vysoké školy, na kterou chtějí studenti jít, neboť maturita je v Polsku brána zároveň i jako přijímací zkouška na vysokou školu.
Zavedení povinné maturity z matematiky v Polsku neprobíhalo bez problémů, jelikož snahy o její zavedení byly vyvíjeny a potlačovány téměř v celém průběhu prvního desetiletí 21. století. Ani v roce 2005, kdy byly zavedeny standardizované maturity, se s povinnou maturitou z matematiky nepočítalo. Zlomovým rokem se stal rok 2007, kdy se tehdejšímu ministru národního vzdělávání podařilo prosadit povinnou zkoušku z matematiky s účinností od roku 2010. V současnosti tedy povinná maturita z matematiky již 9 let stabilně funguje a úspěšnost maturantů v této zkoušce dosahuje až 90 %. Dle ministerstva národního vzdělávání je matematika klíčová pro rozvoj logického myšlení, což je argument, který zdůvodňuje relevanci zavedeného opatření.
I v současnosti je však povinná maturita z matematiky brána spíše jako neefektivní nástroj plný nejasností. Z těchto důvodů se stále vyskytují snahy toto opatření zrušit, nicméně zatím neúspěšně.

### Francie
Co se týče maturity z matematiky ve Francii, funguje zde zcela odlišný systém než v České republice. Ve Francii studenti studují na tzv. lycée, která jsou dělená na určité obory či sekce. Toto studium je tříleté, přičemž maturitní zkoušku studenti skládají v průběhu posledních dvou let a musí splnit závěrečné zkoušky ze všech předmětů, které jsou specifické pro každý obor na lycée. Co se týče již pohledu na výuku a testování matematiky, je ve Francii tendence snižovat povinnost testovat matematiku v závěrečné zkoušce. Byla například zcela zrušena matematická sekce na lycée a matematika není povinně testována v závěrečných zkouškách. Je zde tedy znatelný opačný postup ve Francii. Na rozdíl od České republiky se snižuje povinnost testovat matematiku se snahou zahladit přítomné vzdělávací nerovnosti, které se zde přirozeně vyskytují.

### Slovensko
Ministr školství Tomáš Drucker uvedl, že se pracovníci ministerstva školství připravovali na proměnu maturitního systému v únoru 2025. Zaměstnanci se rozhodli zavést povinnou maturitu z matematiky postupně na všech gymnáziích, středních průmyslových školách i technických odborných školách. Ministerští pracovníci si nechali vytvořit průzkum, dle kterého s povinnou maturitou z matematiky nesouhlasí 84 % dotázaných středoškoláků. Pokud by se jednalo o zkoušku s různými stupni obtížnosti, nechuť ke konání zkoušky by klesla pouze na 64,2 %. Drucker oznámil, že povinnost maturovat z matematiky není pouze úvahou, ale už v dubnu 2025 se jednalo o podobě povinné zkoušky. Ministr argumentoval zajištěním určité akademické úrovně po zavedení povinné zkoušky a upozornil, že dva stupně obtížnosti by se týkaly vybraných čtyřletých gymnázií. V červnu 2024 poslanci Národní rady odmítli další tři návrhy úprav maturit. Plošně by se měla povinná maturita z matematiky týkat studentů, kteří na stoupí na střední školy v září 2027. Novináři z webu DSL.sk uvedli zvýšení kvality celého středoškolského vzdělání jako jeden z důvodů pro zavedení povinné maturity z matematiky.

## Statistiky úspěšnosti v maturitní zkoušce z matematiky
Co se týče úspěšnosti u maturity z matematiky při porovnání s dalšími předměty státních maturit, objevují se poměrně vysoké statistické rozdíly, a to jak v úspěšnosti, tak v počtu studentů, kteří si daný předmět vybrali. V roce 2018 v jarním termínu podstoupilo povinnou maturitní zkoušku z matematiky pouze 14 763 studentů, kdy se úspěšnost pohybovala okolo 77 %. Toto číslo se velmi výrazně liší od úspěšnosti v didaktickém testu z českého jazyka, ve kterém uspělo téměř 90 % maturantů. Pokud bychom porovnali matematiku s angličtinou, jakožto předmětem, který se nachází na stejné úrovni volitelnosti jako matematika, tak z angličtiny skládalo maturitní zkoušku 44 505 studentů. Angličtina dominovala nad matematikou i co se týče úspěšnosti, ve které dosáhla téměř 94 %. Je však nutné doplnit, že matematika byla po angličtině nejčastěji vybíraným předmětem ze skupiny předmětů stejného stupně volitelnosti. Jinými slovy, počet maturantů z matematiky převýšil počet maturujících z jiného cizího jazyka. V rámci úspěšnosti se však matematika pohybuje na příčkách předmětů s nejnižší úspěšnosti. V tomto pořadí se řadí jako předmět s druhou nejnižší úspěšností, a to hned za zkouškou němčiny, u které uspělo 63 % maturantů.

## Kontroverze
Povinná maturita z matematiky vzbudila v českém prostředí poměrně ožehavé debaty, a to jak mezi laickou veřejností (učitelé, studenti, rodiče), tak i mezi veřejností odbornou. Klíčovým dokumentem, který zpochybňuje relevanci tohoto opatření, je Hodnocení naplňování Strategie 2020. Jedná se o odborný nezávislý posudek ke Strategii 2020, který byl vypracován expertním týmem na žádost MŠMT. Dle tohoto dokumentu samotné zavedení povinné maturity z matematiky nic nevyřeší, pokud se komplexně nezmění celá výuka matematiky již od základního školství. Hodnotitelé zároveň upozorňují, že zavedení povinné maturity z matematiky může být značně kontraproduktivním nástrojem v kontextu zahlazování vzdělanostních nerovností; především z toho důvodu, že může děti s nižším socio-ekonomickým statusem odrazovat od studia maturitních oborů. Tím pádem by povinná maturita z matematiky nerovnosti ještě podpořila. Na odpor proti povinné maturitě z matematiky se postavili také středoškolští studenti. Česká středoškolská unie již od schválení zavedení povinné maturity z matematiky upozorňovala na její úskalí, například vysokou neúspěšnost maturantů především na středních odborných školách či nízkou kvalitu výuky matematiky. Česká středoškolská unie v říjnu 2019 uspořádala protest proti povinné maturitě z matematiky, na který dorazily stovky středoškoláků a kde byla zákonodárcům předána petice s tisícovkami podpisů. V dubnu 2020 vedla ČSU dopisovou kampaň, při které byly poslancům zaslány stovky dopisů žádající zrušení povinné maturity z matematiky. Dále ČSU společně s hnutím Otevřeno a Fórem rodičů vydala otevřený dopis. Tyto kroky výrazně přispěly k výslednému zrušení povinné maturity z matematiky.[zdroj?]

## Pohled zákonodárců na povinnou maturitu z matematiky
Opatření bylo v politické sféře notně kritizováno a velké množství poslanců usilovalo o jeho odložení. Z předešlé odborné kritiky povinné maturity z matematiky vycházela i řada politických lídrů, jako například Petr Fiala (předseda ODS) či Marek Výborný, kteří nechtěli zavádět povinnou maturitu z matematiky, dokud se nepromění celý systém výuky matematiky. Dále mezi ty, kteří se zavedením povinné maturity z matematiky nesouhlasili, patřil i Jiří Růžička (senátor za TOP 09 a zároveň ředitel gymnázia). Podle něj by si měli vybrat sami studenti, jestli ji chtějí absolvovat. Poukazoval také na nestejnoměrné nespravedlivé výchozí pozice studentů z důvodu odlišné kvality výuky matematiky na školách.